# Foja
Foja (indonez. Pegunungan Foja) – pasmo górskie w indonezyjskiej prowincji Papua, w północno-zachodniej części wyspy Nowa Gwinea.
Góry porasta wilgotny las równikowy z dominującymi w nim gatunkami Araucaria cunninghamii, Podocarpus neriifolius, Agathis labillardieri, Calophyllum i Palaquium. 
Należą one do jednych z najbardziej niedostępnych i słabo poznanych obszarów Nowej Gwinei. Kolejne wyprawy przynoszą odkrycia nowych gatunków zwierząt m.in. sześciopióra brązowawego (ponowne odkrycie w 1985), dziwoliczka okazałego (w 2005), drzewiaka złotogrzbietego (drugie miejsce występowania tego ssaka poza Górami Torricellego odkryte w 2005).